# Ма Вэнь
Ма Вэнь (род. 1948, Хэбэй, КНР) — китайский политик, министр контроля КНР (2007—2013), член ЦК КПК (2007—2012).
Член КПК с 1972 года. Член ЦК КПК 17 созыва.

## Биография
Окончила Нанькайский университет по китайской истории, где училась в 1978–82 гг., затем в 1982–89 гг. в том же университете на партработе, последняя должность — замглавы партсекретаря университета. В 1989-97 гг. работала в Госсовете КНР.
С 1997 г. член Посткома ЦКПД.
С 2004 года заместитель секретаря ЦКПД.
В 2007—2013 годах министр контроля КНР.
Одновременно с 2007 года глава новоучреждённого Национального бюро по предупреждению коррупции.
С 2013 года глава Комиссии по внутренним делам и юстиции ВСНП (National People's Congress Supervisory and Judicial Affairs Committee).